# Tjeckiens damlandslag i basket

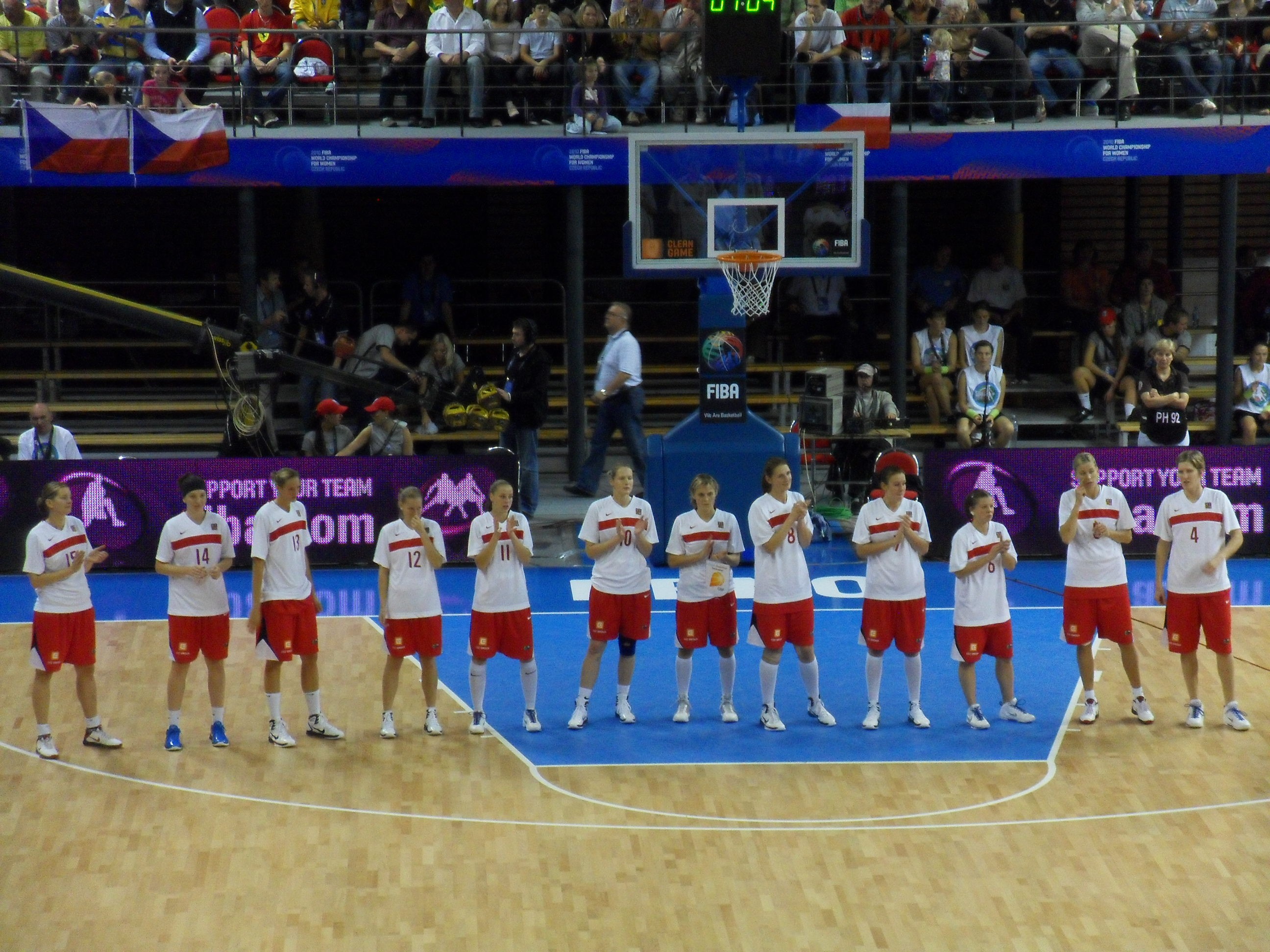
Tjeckiens damlandslag vid världsmästerskapet 2010 i Tjeckien.

Tjeckiens damlandslag i basket (tjeckiska:  Česká ženská basketbalová reprezentace) representerar Tjeckien i basket på damsidan. Laget tog guld i Europamästerskapet 2005 samt silver 2003, 
Laget tog även silver i världsmästerskapet 2010.

### Fotnoter
1. ↑  Todor Krastev (19 mars 2005). ”Women Basketball European Championship 2005 Ankara (TUR) - 02-11.09 Winner Czechia” (på engelska). Sport Statistics. http://todor66.com/basketball/Europe/Women_2005.html. Läst 17 juni 2015.
2. ↑  Todor Krastev (19 mars 2003). ”Women Basketball European Championship 2003 Greece - 19-28.09 Winner Russia” (på engelska). Sport Statistics. http://todor66.com/basketball/Europe/Women_2003.html. Läst 17 juni 2015.
3. ↑  Todor Krastev (19 mars 2010). ”Women Basketball World Championship 2010 Czechia 23.09-02.10 Winer United States” (på engelska). Sport Statistics. http://todor66.com/basketball/World/Women_2010.html. Läst 17 juni 2015.